# Dommitzsch

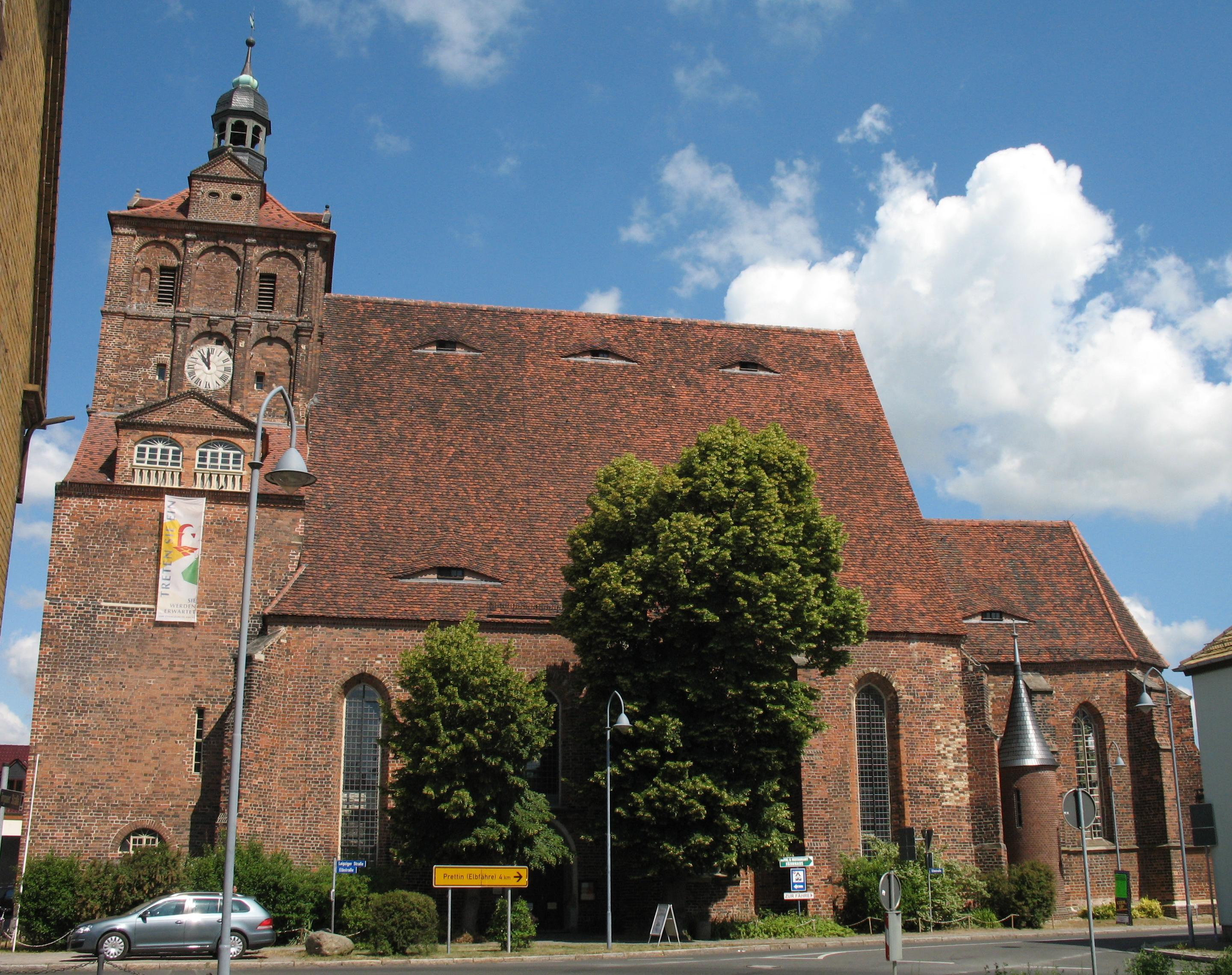
Nhà thờ

Dommitzsch là một thị xã thuộc huyện Nordsachsen, trong bang tự do Sachsen, Đức và là đô thị cực bắc của bang Sachsen. Đô thị này nằm ở tả ngạn sông Elbe, 12 km về phía tây bắc của Torgau và 31 km về phía đông nam của Wittenberg.